# صید خرچنگ

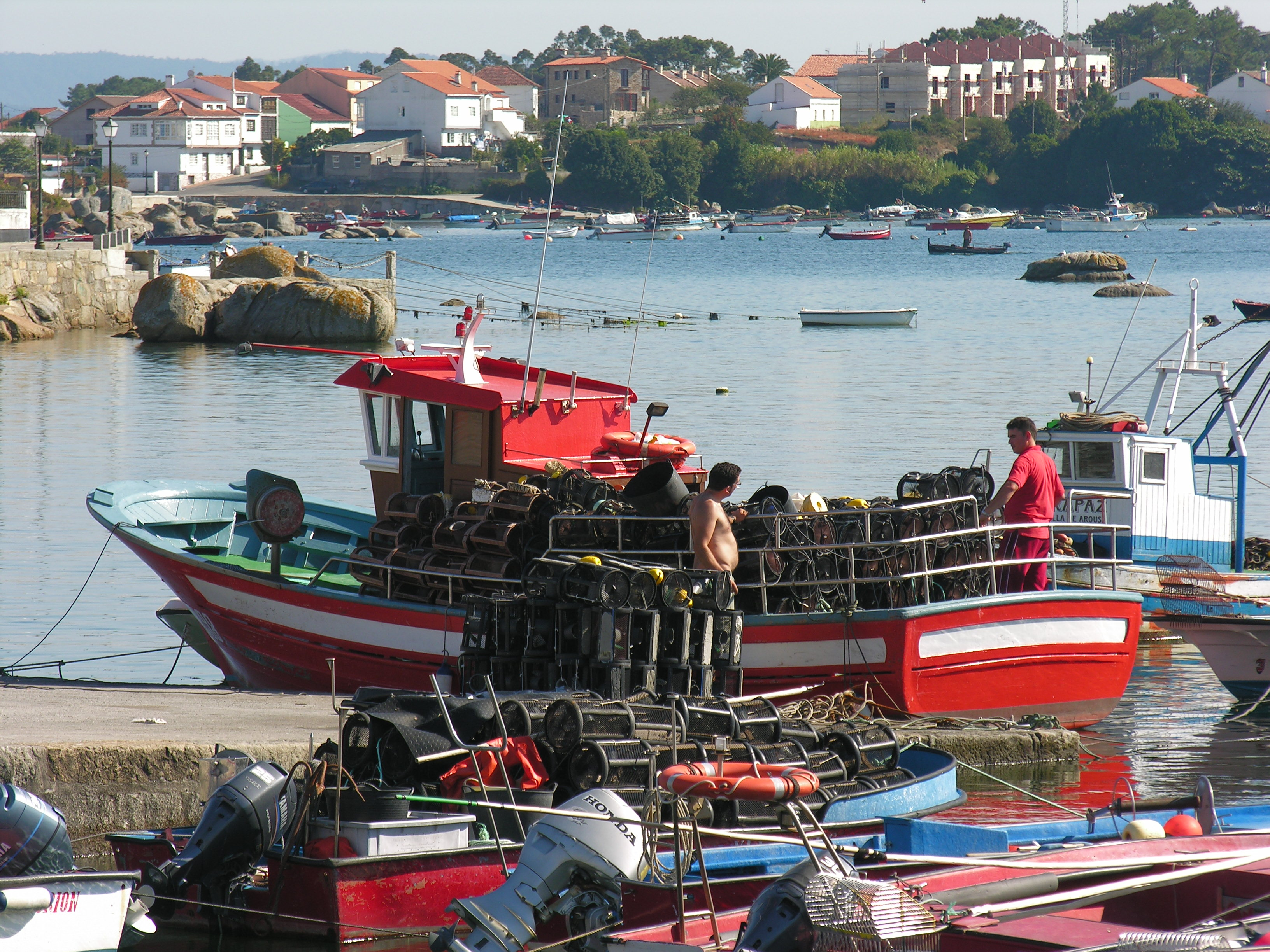
قایق حامل خرچنگ های کوچک صید شده در بندر در آ اییا د آروسا ، گالیسیا، اسپانیا

صید خرچنگ ماهیگیری است که در آن خرچنگ را شکار می‌کنند و پرورش می دهند . خرچنگ های واقعی ۲۰ درصد از سخت پوستان صید شده و قابل پرورش را در سراسر جهان را تشکیل می دهند و سالانه حدود ۱.۴ میلیون تن از آنها توسط انسان صید و خورده می‌شوند. خرچنگ آبی ژاپنی ، یک چهارم از کل این را تشکیل می دهد. گونه های مهم دیگر عبارتند از خرچنگ شناگر آبی‌رنگ، خرچنگ برفی، خرچنگ آبی، خرچنگ خوراکی یا قهوه‌ای، خرچنگ سیاهچال و خرچنگ سیاه که سالانه بیش از ۲۰۰۰۰ تن آز آنها صید می‌شوند.